# Kebedech Seyoum
Kebedech Seyoum (in amarico:ከበደች ስዩም; Abissinia, 1910 circa – 1976) è stata una guerrigliera etiope.
Ha combattuto le truppe italiane durante l'occupazione italiana dell'Etiopia.

## Biografia
Entrò nella resistenza quando seppe, pochi giorni dopo il parto, che suo marito era stato giustiziato dalle truppe di Mussolini. Riuscì a raccogliere un esercito sotto il suo comando con il quale si scontrò quattordici volte con le armate italiane prima di ritirarsi in Sudan.
Si è sposata con Aberrà Kassa, figlio di Kassa Haile Dargel e nipote di Darge Sahle Selassie. Ha avuto tre figli: Amha Abera, Amde Abera e Tarku Abera.
La scrittrice italo-etiope Gabriella Ghermandi ha scritto di lei:
"Era la moglie di Aberrà Kassa. Dopo che gli italiani hanno ammazzato suo marito, lei, nascosta tra le montagne, ha preso il comando dell'armata - dicono che sia un capo migliore degli uomini. Una combattente senza eguali. I suoi uomini la venerano. Ogni imboscata della sua armata si conclude con una vittoria, e a ogni vittoria i contadini e le genti del Selale lasciano le loro terre per unirsi a lei. Gli italiani la cercano, la cercano, ma ancora non sono riusciti a catturarla. Né lei e neppure uno, anche solo uno dei suoi uomini. Dicono che l'anima del marito e il santo protettore della famiglia Kassa siano al fianco dell'armata." 